# Matteo Gigante
Matteo Gigante, né le 4 janvier 2002 à Rome, est un joueur de tennis italien.

## Biographie

### Carrière professionnelle
Gigante commence sa carrière professionnelle en 2019 ; il participe à son premier Challenger l'année suivante à Bergame en ayant reçu une wild card. En février 2022, il remporte son premier titre, le M15 de Charm el-Cheikh face au Roumain Nicholas Ionel en trois sets. En juillet 2023, il fait son entrée le top 200 ATP après avoir remporté deux challenger durant l'année,. Le 4 mars 2024, il devient 148e mondial grâce à plusieurs finals en challenger dont trois victoires,. Il fait ses débuts sur le circuit ATP à l'occasion du tournoi de tennis Hassan II, un ATP 250, où il est éliminé dès le premier tour par Baena, un joueur du top 100 mondial. Il participe à son premier Masters 1000 à domicile grâce à une wildcard et bat son compatriote Giulio Zeppieri (en), signant sa première victoire en ATP.
En 2025, il fait ses débuts en dans les tournois du grand chelem lors de l'open d'Australie après être passé par le tournoi de qualification. Il perd néanmoins dès le premier tour face au Français Ugo Humbert. Il prend part à l'Indian Wells, son deuxième Masters 1000, dans lequel il défait l'Argentin Sebastián Báez. Tête de série numéro 7 du tournoi de Rome, Gigante remporte durant la compétition son cinquième challenger. Il prend ensuite part aux Internationaux de Rome et atteint le 2e tour en ayant battu Rinderknech en deux sets lors du 1er tour,. Il est cependant éliminé dès le tour suivant par Jakub Menšík. Fin mai, il se qualifie à Roland-Garros et bat lors de son premier match Benjamin Hassan en trois sets. Lors de son deuxième match, il affronte le Grec et tête de série Stéfanos Tsitsipás ; Gigante le défait en quatre sets, et se qualifie pour le 3e tour face à Ben Shelton.

## Parcours dans les tournoi duGrand Chelem

### En simple
| Année | Open d'Australie | Open d'Australie | Internationaux de France | Internationaux de France | Wimbledon | Wimbledon            | US Open | US Open            |
| ----- | ---------------- | ---------------- | ------------------------ | ------------------------ | --------- | -------------------- | ------- | ------------------ |
| 2023  | —                | —                | Q2                       | Facundo Bagnis           | Q3        | Harold Mayot         | Q1      | Eliot Spizzirri    |
| 2024  | Q1               | Dane Sweeny      | Q3                       | Gustavo Heide            | Q2        | Alejandro Moro Cañas | Q1      | Daniel Elahi Galán |
| 2025  | 1er tour (1/64)  | Ugo Humbert      | 3e tour (1/16)           | Ben Shelton              | Q1        | Chris Rodesch        |         |                    |

N.B. : à droite du résultat se trouve le nom de l'ultime adversaire.

## Parcours dans lesMasters 1000
| Année | Indian Wells     | Miami | Monte-Carlo | Madrid | Rome                 | Canada            | Cincinnati | Shanghai | Paris |
| ----- | ---------------- | ----- | ----------- | ------ | -------------------- | ----------------- | ---------- | -------- | ----- |
| 2024  | —                | —     | —           | —      | 2e tour F. Cerúndolo | —                 | —          | —        | —     |
| 2025  | 2e tour T. Fritz | —     | —           | —      | 2e tour J. Menšík    | 2e tour G. Diallo |            |          |       |

N.B. : sous le résultat se trouve le nom de l’ultime adversaire.

## Classements ATP en fin de saison
| Année          | 2019 | 2020 | 2021 | 2022 | 2023 | 2024 |
| Rang en simple | 1123 | 873  | 790  | 250  | 181  | 141  |
| Rang en double | 1514 | 563  | 1195 | 418  | 506  | 1374 |

Source : (en) Classements de Matteo Gigante sur le site officiel de la Fédération internationale de tennis